# Tadotsu
Tadotsu (多度津町, Tadotsu-chō) és una vila i municipi pertanyent al districte de Naka-Tado de la prefectura de Kagawa, a la regió i illa de Shikoku, Japó. A Tadotsu s'hi troba el taller principal de la JR Shikoku. També és el lloc on es fundà la Shōrinji Kenpō, una escola d'arts marcials de Kung Fu Shaolin.

## Geografia
La vila de Tadotsu es troba localitzada a la part central de la prefectura de Kagawa, dins del districte de Naka-Tado, formant part de l'anomenada regió de Sanuki Central o regió de Chūsan. El centre urbà de la vila es troba localitzat a la plana de Sanuki. A més de la part principal localitzada a l'illa de Shikoku, el municipi de Tadotsu també comprén les illes de Futaomote-jima, O-shima, Sanagi-shima i Takami-shima, totes elles part de les illes Shiwaku. El terme municipal de Tadotsu limita amb els de Zentsūji al sud, amb Mitoyo a l'oest i amb Marugame a l'est. Al nord, Tadotsu fa costa amb la mar interior de Seto.

### Clima
Tadotsu té un clima subtropical humit segons la classificació climàtica de Köppen, amb estius molt calurosos i hiverns freds. Les precipitacions es reparteixen per tot l'any, però als mesos entre l'abril i l'octubre és quan més precipitacions hi han.

## Història
La zona on actualment es troba el municipi de Tadotsu va formar part de l'antiga província de Sanuki des d'aproximadament el període Nara fins a la fi del període Tokugawa. El 15 de febrer de 1890, es creà l'actual vila de Tadotsu dins del ja desaparegut districte de Tado. El 16 de març de 1899 en fusionar-se el districte de Tado amb el de Naka es crea el districte de Naka-Tado, integrant-se en el fins a l'actualitat la vila de Tadotsu. El 10 de maig de 1942 Tadotsu absorbeix el poble de Toyohara, el 3 de maig de 1954 ho fa amb els de Shika i Shirakata per a finalment integrar el 30 de setembre de 1956 els pobles de Takamishima i Sanagishima. L'abril de 1950 el poble estrenà els seus actuals símbols heràldics.

## Demografia
| 1920   | 1930   | 1940   | 1950   | 1960   | 1970   | 1980   |
| ------ | ------ | ------ | ------ | ------ | ------ | ------ |
| 18.466 | 19.319 | 18.139 | 24.029 | 21.899 | 20.178 | 22.965 |
| 1990   | 2000   | 2010   | 2020   | 2030   | 2040   | 2050   |
| 24.080 | 23.657 | 23.504 | 22.813 | -      | -      | -      |

## Transport

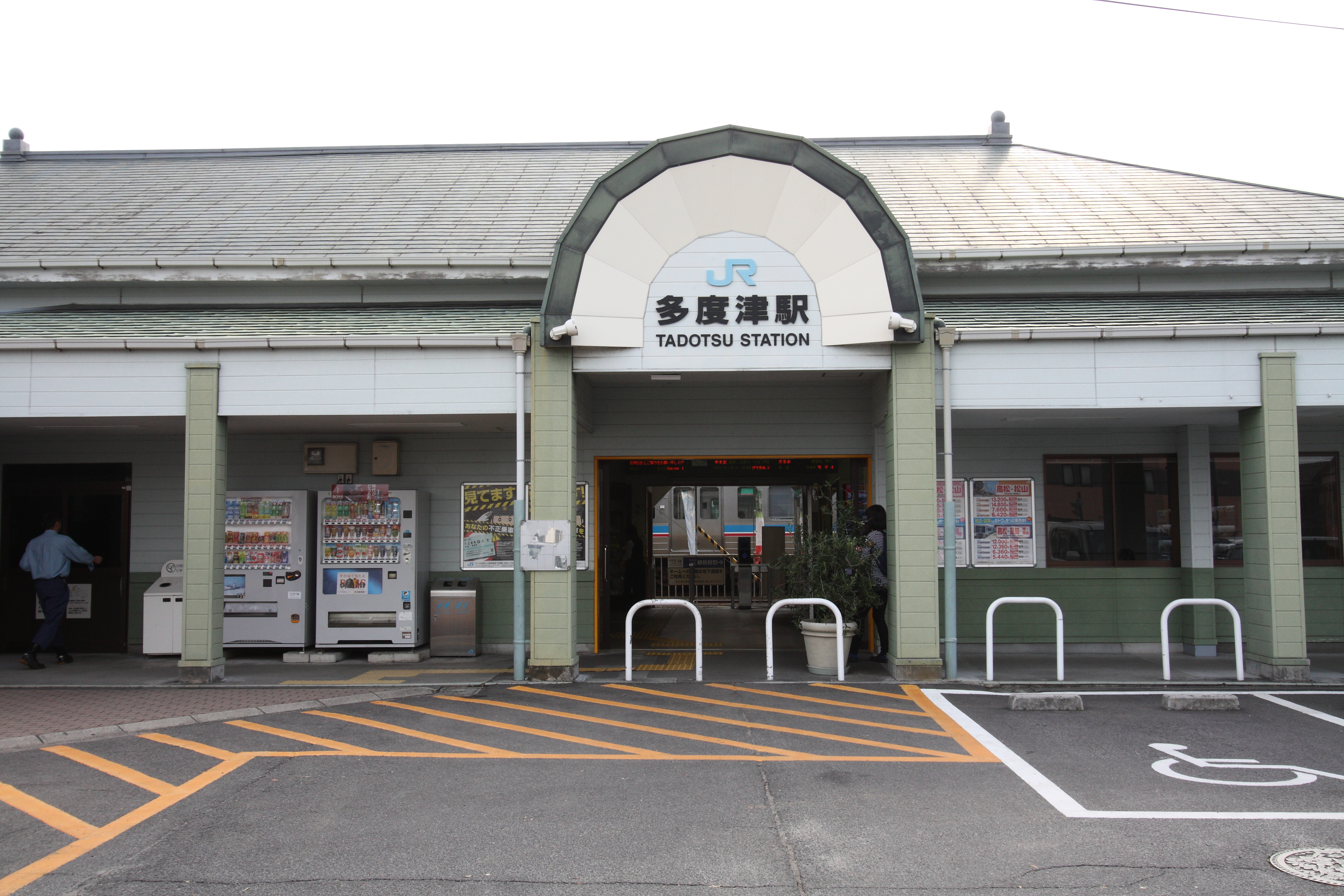
Estació de Tadotsu

### Ferrocarril
- Companyia de Ferrocarrils de Shikoku (JR Shikoku)
  - Tadotsu - Kaiganji

### Marítim
- Port de Tadotsu

### Carretera
- Autopista de Takamatsu
- Nacional 11
- Xarxa de carreteres prefecturals de Kagawa

## Agermanaments
- Nanto, prefectura de Toyama, Japó.[4] (1 de maig de 1972)
- Pǔtuó, Xanghai, RPX.[5] (19 de novembre de 2001)